# ビンカミン
ビンカミン(Vincamine)は、ヒメツルニチニチソウ(Vinca minor)の葉に含まれるモノテルペノイドインドールアルカロイドであり、ヒメツルニチニチソウに含まれるインドールアルカロイドのうち、重量で25-65%を占める。関連アルカロイドから合成することができる。

## 生体影響
ビンカミンは末梢血管拡張薬であり、脳への血流量を増加させる。Oxybral SRという商標名で販売されている。